# 賀賴頭
賀賴頭（？—？），胡姓贺兰氏，4世纪的匈奴单于。
前燕光寿元年（357年）贺赖头率部落三万五千人向前燕慕容儁投降，慕容儁拜他为宁西将军、云中郡公，把他们安置在代郡平舒城。

## 研究
北京大学历史系主任田余庆指出，与贺赖头迁徙到平舒约略同时，贺兰部贺野干出居拓跋部东部大人，此二事似乎有所关联，只是无资料直接证明贺野干与贺赖头的实际关系。内蒙古社会科学院历史研究所副研究员胡玉春推测，贺讷与贺赖头“或为兄弟叔侄” 。